# Moulin à Neštin
Le « moulin à Neštin » (en serbe cyrillique : Воденица у Нештину ; en serbe latin : Vodenica u Neštinu) est un moulin à eau situé à Neštin, dans la province de Voïvodine, dans la municipalité de Bačka Palanka et dans le district de Bačka méridionale, en Serbie. Il est inscrit sur la liste des monuments culturels de grande importance de la république de Serbie (identifiant no SK 1090).

## Présentation
Le moulin est situé sur les pentes du massif de la Fruška gora, près du Danube. Il a été construit dans la première moitié du XIXe siècle. Il constitue désormais un rare exemple de moulin de genre dans un secteur qui en comptait un grand nombre autrefois.
Il est constitué de briques et d'adobe ; le toit à deux pans est recouvert de tuiles. Le moulin compte deux pièces séparées dont l'une est dotée d'une pierre et d'un tamis pour le broyage fin et l'autre, plus petite, sert de grange. Le mécanisme de ce moulin est presque entièrement en bois.